# 屈干臣档案馆
屈干臣档案馆，是广东省广州市的一个私人档案馆，是得到官方认可的中国大陆第一个私人档案馆，由广东省经济和信息化委员会的离休干部屈干臣建立，主要收藏与中国共产党相关的历史资料。

## 简介
其兴建于2004年4月，位于越秀区华乐街麓苑路2号5楼，屈在该址购置一套65平方3居室旧式民宅，购入14个大柜子整理私家收藏几十袋档案史料，免费向公众常年开放。

### 背景
屈干臣1934年1月出生在河南密县，1948年加入共产党部队，在中国人民解放军第四野战军司令部做过机要译电员，1950年随军南下来到广州在共产党部队担任机要译电员，1949年后来到广州，先后在广东省省委、广东省人大和广东省经委等机关工作，担任过广东省政府参事室、文史馆的文史馆员，也在叶剑英等多位广东省领导身边工作，因此有机会接触很多珍贵资料，工作多年来保存了多份档案珍品，1994年从省政府加强企业管理办公室主任职位上离休。

## 收藏
屈干臣档案馆内收藏近百年来的各种史料、实物档案，多达3万多件以上。包括党章、工作证、选民证、奖状、报刊、杂志、相片、个人著作等。有阅读习惯的屈干臣还自行制造《麓苑》的手抄报，分发给单位和个人。
- 海珠桥通车典礼的观礼证

1950年11月7日举行的广州海珠桥重建通车典礼，屈干臣等人作为工作人员参加了通车典礼，剪彩用的剪刀就是屈干臣等人所买。
- 1954版全国人大常委会内部版《中华人民共和国宪法》

1954年全国人大第一次会议时，广东代表团代表古大存带回了3本54年内部版《宪法》，后因文革初期刘少奇被打倒，这版《宪法》也要被销毁，屈干臣在红卫兵面前力争，才得以保存这版《宪法》，现为全广东省仅有的一本。
- 外宾访问照片和纪念章

朝鲜元首金日成、苏联元首伏罗希洛夫来广州访问时，屈干臣都参与了接待工作，保留下照片和纪念章。

## 展示活动
屈干臣档案馆先后举行过“纪念人民代表大会成立60年史料图片展”、“第31届社区论坛暨第6届家庭档案馆文化交流活动”、“广东省屈干臣档案馆向社会免费开放10周年展”、“全面贯彻实施宪法，宣传《中华人民共和国宪法》——庆贺首个中华人民共和国‘国家宪法日’宪法珍藏版本展览”、“铭记历史，珍爱和平，共筑中国梦——纪念中国人民抗日战争胜利暨世界反法西斯战争胜利70周年主题展”、“大爱大美中华文明——书画陶瓷收藏文化艺术展”、 “体育事业发展辉煌——广东省屈干臣档案馆体育史料档案展”、“岭南河涌绿色长廊————文化艺术传承寻访活动展览” 、“幸福社区幸福生活国泰家和——家庭档案馆文化交流展|”等几十次专题史料展览。